# Stigmine

Pyridostigmine, một dẫn xuất stigmine.

Stigmine đề cập đến một nhóm các chất ức chế acetylcholinesterase.
- Distigmine
- Neostigmine
- Physostigmine
- Pyridostigmine
- Rivastigmine